# Мемориал в честь героев второй обороны Севастополя
Мемориал в честь героев второй обороны Севастополя (укр. Меморіал на честь героїв другої оборони Севастополя) — монументальный памятник на площади Нахимова в Севастополе посвященный защитникам Севастополя в годы Великой Отечественной войны. Расположен на месте здания Морского собрания, разрушенного в годы войны. Авторы проекта — Н. Бегунов, В. М. Артюхов, Б. Калинков.

## История
Сначала в 1964 году установили 19 гранитных плит с названиями частей и соединений Черноморского флота, Приморской армии и городских организаций, участвовавших в 250-дневной обороне Севастополя. В 1967 году правее появились ещё семь плит с фамилиями 54-х героев Советского Союза, удостоенных этого звания за героизм, проявленный при защите города. Одновременно по проекту архитектора И. Е. Фиалко и скульптора В. В. Яковлева был сооружен массивный железобетонный рельеф с изображение воина, отражающего натиск врага. Три штыка символизируют три наступления нацистов на город, сделанные ими в ноябре, декабре 1941-го и в июне 1942 года. Слева от мемориальных плит — стилизованное изображение якоря, символу надежды, и даты «1941-1942».
У мемориальной стены 10 мая 1973 года открыт Пост № 1, на котором севастопольские школьники несут почетный караул.
6 мая 1999 года у мемориальной стены Президент Украины Л. Д Кучма зажёг Вечный огонь.

## Список Героев Советского Союза
- Авдеев, Михаил Васильевич
- Адамия, Ной Петрович
- Алексеев, Константин Степанович
- Байда, Мария Карповна
- Богатырь, Иван Иванович
- Богданов, Николай Васильевич
- Василевский, Владимир Гаврилович
- Гахокидзе, Михаил Леванович
- Гегешидзе, Аркадий Спиридонович
- Герасимов, Филипп Филиппович
- Главацкий, Георгий Константинович
- Голубец, Иван Карпович
- Гриб, Михаил Иванович
- Денисов, Константин Дмитриевич
- Ефимов, Мирон Ефимович
- Иванов, Яков Матвеевич
- Ковальчук, Иван Иванович
- Кологривов, Михаил Михайлович
- Кондрашин, Андрей Кузьмич
- Корзунов, Иван Егорович
- Красносельский, Иван Михайлович
- Кулаков, Николай Михайлович
- Куликов, Виктор Николаевич
- Лебедев, Дмитрий Максимович
- Линник, Павел Дмитриевич
- Липовенко, Петр Николаевич
- Лобанов, Евгений Иванович
- Лобозов, Василий Андреевич
- Любимов, Иван Степанович
- Минчугов, Дмитрий Михайлович
- Мордин, Василий Александрович
- Москаленко, Георгий Васильевич
- Наумов, Николай Александрович
- Николаев, Николай Иванович
- Одинцов, Даниил Сидорович
- Октябрьский, Филипп Сергеевич
- Онилова, Нина Андреевна
- Остряков, Николай Алексеевич
- Павличенко, Людмила Михайловна
- Паршин, Юрий Константинович
- Петров, Иван Ефимович
- Пьянзин, Иван Семенович
- Ревякин, Василий Дмитриевич
- Рубцов, Герасим Архипович
- Рыжов, Евграф Михайлович
- Симонок, Владимир Поликарпович
- Спирин, Николай Иванович
- Тургенев, Федор Николаевич
- Умеркин, Абдулхак Сагитович
- Фильченков, Николай Дмитриевич
- Хряев, Василий Ильич
- Цибулько, Василий Федосеевич
- Цурцумия, Александр Пехувич
- Черниенко Георгий Георгиевич